# صالح بشير
صالح بشير (22 يوليو 1980-) لاعب كرة قدم سعودي معتزل وُلد في الدمام في السعودية ، وكان يلعب سابقا مع نادي الاتفاق السعودي.
بداء بشير مسيرته الكروية في الفئات السنية لنادي الاتفاق في سن الخامسة عشر حتى وصل للفريق الاول عام 2002. شارك مع الاتفاق في 278 مباراة سجل فيها 79 هدف.اعير لنادي الخليج في سبتمبر 2013. وفي اغسطس 2015 انتقل لنادي النهضة.اعتزل كرة القدم نهائيا عام 2016.

## المسيرة الدولية
لعب مع المنتخب السعودي في عدة مبارايات بما في ذلك مشاركته في نهائيات كأس أمم آسيا 2007. 

## روابط خارجية
- صالح بشير على موقع قاعدة بيانات كرة القدم.إي يو (الإنجليزية)
- صالح بشير على موقع ناشيونال فوتبول تيمز (الإنجليزية)